# Quint Cecili Metel Baleàric

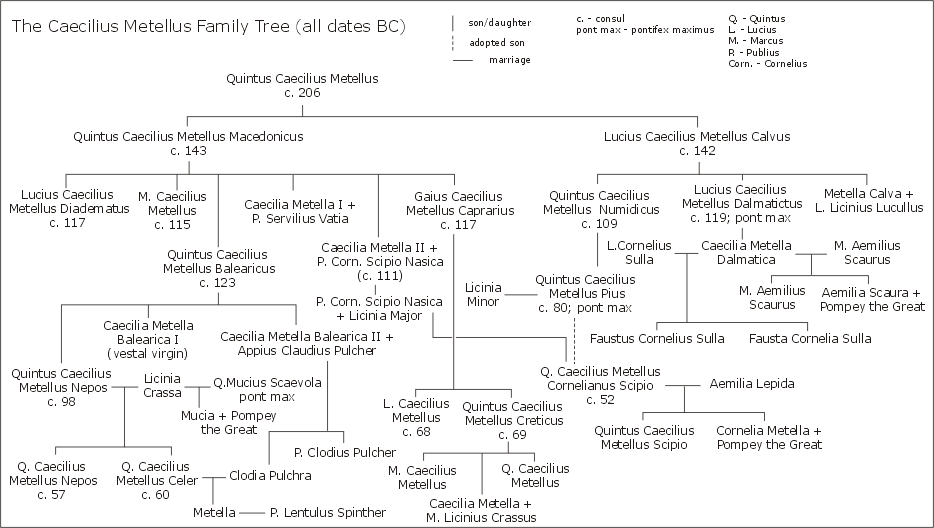
Genealogia dels Cecili Metel.

Quint Cecili Metel Baleàric (en llatí Quintus Caecilius Q. F. Q. N. Metellus Balearicus) va ser un magistrat romà, fill de Quint Cecili Metel Macedònic.
Era membre d'una de les més importants famílies romanes del final de la República, la gens Cecília. El seu mandat com a procònsol el va exercir sobre una de les dues províncies d'Hispania, segurament la Citerior. Aquest mandat es perllongà fins a l'any 121 aC quan va retornar a Roma on li va ser dedicat un triomf i el sobrenom Baleàric. Aquests fets se succeïren gairebé al mateix moment que les reformes dels germans Gracs contra els que es va posicionar el senat. La família dels Metels va ser una de les que s'hi van enfronta encara que el Baleàric va ser fora de Roma com a procònsol durant la major part dels aldarulls.
Va ser elegit cònsol l'any 123 aC junt amb Tit Quint Flaminí i durant el seu període i l'any següent, va fer la guerra contra els habitants de les Illes Balears acusats de pirateria. El seu sobrenom el va aconseguir durant aquesta campanya. Segons les fonts clàssiques, després de la conquesta de les illes va fundar les ciutats de Palma (l'actual Palma), i Pollentia (l'actual Alcúdia), i va portar 3.000 colons d'entre els "romans d'Ibèria" per colonitzar-les. Donades les troballes arqueològiques que denoten una minvada entitat material pels dos assentaments entre el 123 i el 70 aC, s'ha proposat que Palma i Pollentia fossin campaments romans en aquesta fase, després de la qual s'inicià una monumentalització important, com s'ha pogut documentar a l'àrea del fòrum de Pollentia. Cecili Metel va ser censor l'any 120 aC junt amb Luci Calpurni Pisó.